# Juan Sarabia
Juan Sarabia är en ort i Mexiko.   Den ligger i kommunen Tula och delstaten Tamaulipas, i den centrala delen av landet, 400 km norr om huvudstaden Mexico City. Juan Sarabia ligger 925 meter över havet och antalet invånare är 198.
Terrängen runt Juan Sarabia är huvudsakligen lite bergig. Juan Sarabia ligger nere i en dal. Runt Juan Sarabia är det glesbefolkat, med 11 invånare per kvadratkilometer. Närmaste större samhälle är El Pensil, 17,2 km öster om Juan Sarabia. I omgivningarna runt Juan Sarabia växer huvudsakligen savannskog.